# Syarwan Hamid

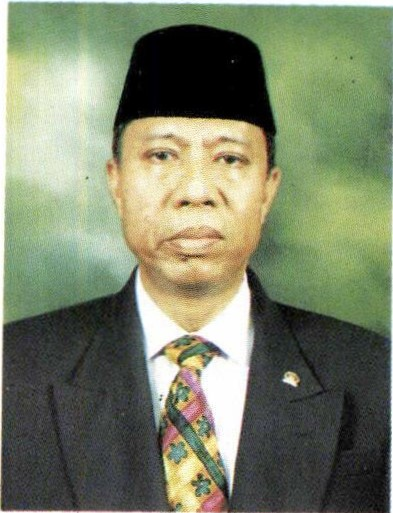
Syarwan Hamid (1997)

Syarwan Hamid (* 10. November 1943 in Dusun Pusaka, Pusako, Siak, Provinz Riau; † 25. März 2021 in Cimahi) war ein Generalleutnant der Streitkräfte Indonesiens sowie indonesischer Politiker der Partei funktioneller Gruppen Golkar und später der Indonesischen Einigkeitspartei (Partai Persatuan Indonesia), der unter anderem zwischen 1998 und 1999 Innenminister war.

## Leben
Syarwan Hamid absolvierte die Nationale Militärakademie Akademi Militer Nasional und fand danach verschiedene Verwendungen als Offizier im Heer der Streitkräfte Indonesiens ABRI (Angkatan Bersenjata Republik Indonesia). Er war zudem Absolvent der Stabs- und Kommandoschule des Heeres SESKOAD (Sekolah Staf dan Komando Angkatan Darat) sowie des Nationalen Resilienzinstitutes LEMHANNAS (Lembaga Ketahanan Nasional). Er war 1985 Offizier in dem in Cirebon stationierten Komando Resor Militer 063 und wurde im Anschluss 1986 zum regionalen Militärkommando Kodam III/Siliwangi versetzt. 1988 übernahm er eine Funktion im Heeresinformationsdienst (Dinas Penerangan ABRI Angkatan Darat) sowie 1989 als Territorialassistent im regionalen Militärkommando Jakarta (Kodam Jaya/Jayakarta). 1990 wechselte er zu dem in Lhokseumawe stationierten Komando Resor Militer 011 und war als Oberst zwischen 1991 und 1992 Kommandeur dieses Kommandos. Während dieser Zeit führte er auch Einsätze gegen die Bewegung Freies Aceh (Gerakan Aceh Merdeka) durch, eine bewaffnete Befreiungsbewegung in der Provinz Aceh im Norden Sumatras, die die Unabhängigkeit der Provinz anstrebte.
Im Anschluss war Hamid als Brigadegeneral (Brigadir Jenderal) zwischen 1992 und 1993 Leiter des Heeresinformationsdienstes sowie von 1993 bis 1995 Leiter des Informationszentrums der Streitkräfte (Kepala Pusat Penerangan ABRI). Nachdem er als Generalmajor (Mayor Jenderal) zwischen 1995 und 1996 stellvertretender Chef des Stabes für Sozialpolitik (Asisten Sosial Politik Kepala Staf Sosial Politik ABRI) war, fungierte er als Generalleutnant (Letnan Jenderal) von 1996 bis 1997 schließlich als Chef des Stabes der ABRI für Sozialpolitik (Kepala Staf Sosial Politik). Als Vertreter der Streitkräfte fungierte er vom 1. Oktober 1997 bis zum 23. Mai 1998 als stellvertretender Vorsitzender der Beratenden Volksversammlung MPR (Majelis Permusyawaratan Rakyat).
Nach dem Rücktritt von Präsident Suharto am 21. Mai 1998 wurde Syarwin Hamid vom neuen Präsidenten, dem bisherigen Vizepräsidenten Bacharuddin Jusuf Habibie, als Nachfolger von R. Hartono zum Innenminister (Menteri Dalam Negeri) in das Entwicklungsreformkabinett (Kabinet Reformasi Pembangunan) berufen. Daneben wurde Bambang Subianto als Nachfolger von Fuad Bawazier neuer Finanzminister, während Außenminister Ali Alatas und Verteidigungsminister General Wiranto ihre Ämter behielten. Den Posten des Innenministers bekleidete er bis zum 27. September 1999, woraufhin Soerjadi Soedirdja seine Nachfolge antrat.